# Francis Hamon
Pour les articles homonymes, voir Hamon.
 (octobre 2013).
Si vous disposez d'ouvrages ou d'articles de référence ou si vous connaissez des sites web de qualité traitant du thème abordé ici, merci de compléter l'article en donnant les références utiles à sa vérifiabilité et en les liant à la section « Notes et références ».
Francis Hamon (né en 1935) est un juriste et un universitaire français.

## Biographie
Fils de Léo Hamon, homme politique et universitaire français, Francis Hamon soutient sa thèse de doctorat en 1972.
Spécialiste du droit constitutionnel, il est, depuis 1988, professeur (émérite depuis 2009) de droit public à la Faculté Jean Monnet de droit de l'Université Paris XI. De 1976 à 1988, il a été directeur de l'Institut universitaire de technologie (IUT) de Sceaux (qui est rattaché à l'Université Paris XI).
Il corédige, avec Michel Troper, le manuel de droit constitutionnel de la Librairie générale de droit et de jurisprudence (LGDJ) qui en est à sa 40e édition.

### Position sur leréférendum d'initiative populaire
Spécialiste des questions juridiques relatives au processus référendaire et auteur de nombreux travaux sur ce sujet, il est notamment partisan de la modification de l'article 11 de la Constitution de la Cinquième République française pour instaurer la possibilité d'un référendum d'initiative populaire, qui présente deux intérêts à ses yeux :
- Le peuple bénéficiant d'une possibilité de directement changer la loi, les conflits sociaux devraient être moins prégnants. Cela contribuerait donc à une gestion plus sereine des crises politiques et sociales.
- Le référendum serait ainsi mieux distingué du plébiscite, la procédure actuelle favorisant ce dernier, selon Francis Hamon, puisque les Français semblent s'exprimer davantage sur qui initie le référendum (dans le but de « sanctionner le pouvoir en place ») que de la proposition.

### Préparation de la loino83-481du 11 juin 1983 sur l'intégration des agents non titulaires de l'État
La thèse de doctorat de Francis Hamon avait pour titre Statut général et diversité des situations dans la fonction publique. C'est une des raisons pour lesquelles le Premier ministre, Pierre Mauroy, l'a sollicité pour mettre en œuvre la promesse du nouveau Président de la République, François Mitterrand, de titulariser les agents non titulaires de l'État. Par lettre du 3 septembre 1981, le Ministre délégué auprès du Premier Ministre chargé de la fonction publique et des réformes administratives l'a désigné pour:
- préparer un projet de loi de titularisation;
- définir un plan d'intégration des non-titulaires sur une période inférieure à 5 ans.

Avec l'accord du Ministre de la fonction publique, Francis Hamon a formé une mission d'étude composée d'un statisticien spécialiste de la fonction publique, François Collignon, et d'Alain Souloumiac, juriste connu pour ses travaux sur Le pouvoir de nomination. Puis il a défini les grandes orientations qui devaient guider les travaux:
- analyser la situation existante des non-titulaires;
- identifier les agents ayant vocation à être intégrés;
- définir le plan correspondant;
- fixer les conditions permettant que les emplois permanents de l'État soient désormais occupés selon les principes généraux qui régissent la fonction publique..

Plusieurs mois ont été consacrés à l'étude des plans précédents de titularisation qui ont marqué l'histoire de la fonction publique, aux pratiques du droit comparé, au recensement des agents non titulaires et aux besoins actuels et futurs de la fonction publique. Un temps très important a été consacré à la consultation des parties prenantes. La plupart des directions de l'administration générale des ministères ont été consultées et, en particulier, la direction du budget qui a suivi de très près le déroulement des travaux. Toutes les grandes centrales syndicales de la fonction publique ont été auditionnées, tant en ce qui concerne l'analyse de la situation présente, que sur les mesures qu'il convenait de prendre pour une mise en œuvre harmonieuse de l'engagement présidentiel.
C'est ainsi qu'ont été rédigés d'une part le Rapport Hamon sur Les agents non titulaires de l'État et, d'autre part, le Projet de loi définissant les conditions dans lesquelles doivent être pourvus les emplois civils permanents de l'État et de ses établissements publics et autorisant l'intégration des agents non titulaires occupant de tels emplois. La loi no 83-481 a été votée à l'unanimité par l'Assemblée nationale et le Sénat.
Les décrets d'application et les circulaires, qui ont formé l'ossature de cette vaste entreprise, ont été adoptés avant la fin de la première législature du septennat Mitterrand.

## Publications
- OUVRAGES :

1. Francis Hamon et Michel Troper, Droit constitutionnel, Paris, L.G.D.J, coll. « Manuels », 2019, 40e éd.
2. Les discriminations saisies par le droit, LGDJ, Paris, 2016, Coll systèmes
3. Droit et gestion des fonctions publiques, LGDJ, Paris, 2016 (en collaboration avec Ropland Ricci).
4. Le référendum, étude comparative, LGDJ, Paris, 1re édition (1995) et 2e édition (2012), collection "Systèmes".
5. La justice constitutionnelle en France et à l’étranger, LGDJ Lextenso Editions, Paris, coll. Systèmes, 2011 (en collaboration avec Céline Woiener)
6. La justice constitutionnelle : Présentation générale, France, États-Unis, en collaboration avec Céline Wiener, La Documentation française, 2006
7. Droit des fonctions publiques. Tome 1 : Organisation et gestion, LGDJ, 2002
8. Droit des fonctions publiques. Tome 2 : Carrière, droits et obligations, LGDJ, 2002
9. La loi sous surveillance, en collaboration avec Céline Wiener, Éditions Odile Jacob, 1999
10. Les Agents non titulaires de l'État : Rapport au Ministre de la fonction publique et des réformes administratives, rapport réalisé avec la collaboration de François Collignon et d'Alain Souloumiac, Collection des rapports officiels, 1983
11. Réinventer le Parlement, Flammarion, Paris, 1978 (en collaboration avec Pierre Birnbaum et Michel Troper).
12. Liberté et responsabilité de la presse en Grande-Bretagne: Le Press Council, La Documentation française, Paris, 1977.
13. Statut général et diversité des situations dans la fonction publique, thèse pour le doctorat en droit, Paris, 1972, multigraphié.

- DIRECTION D'OUVRAGES COLLECTIFS :

1. Le référendum en Europe, Bilan et perspectives (actes du colloque international de janvier 2000 à la Maison de l’Europe de Paris), L’Harmattan, coll. Logiques juridiques, 2001. en collaboration avec Olivier Passelecq).
2. L'héritage politique de la Révolution française (actes d’un colloque tenu à Cerisy-la-Salle), Presses universitaires de Lille, Lille, 1994, en collaboration avec Jacques Lelièvre
3. Les institutions en question, actes d’un colloque tenu à l’Assemblée nationale les 17 et 18 janvier 1992, en collaboration avec Dominique Rousseau, L'Harmattan, 1992
4. Le pouvoir, Mélanges offerts à Georges Burdeau, LGDJ, 1977 (en collaboration avec Bernard Chantebout)

- ARTICLES ET NOTES DE JURISPRUDENCE :
  - A) DROIT CONSTITUTIONNEL :
    1. « Regards nouveaux sur les origines de la Ve République », in Revue du droit public et de la science politique (RDP), 1975, p 415/450.
    2. « La loi du 7 novembre 1973 sur les pouvoirs de guerre du Président des États-Unis et du congrès », in Le Pouvoir, mélanges offerts à Georges Burdeau, LGDJ (1977) p 539/561.
    3. « Le traité et la loi postérieure », in Service public et libertés, Mélanges 6) Les institutions en question(codirection avec Dominique Rousseau), L’Harmattan, Paris, collection 'logiques juridiques", 1992.
    4. « Le Conseil constitutionnel et la liberté de la presse », in Revue politique et parlementaire(novembre-décembre 1984) p 80 et suiv.
    5. « Les pouvoirs du juge », Revue politique et parlementaire(septembre octobre 1985) p 44 et suiv.
    6. « Le Conseil constitutionnel et l'inamovibilité des magistrats du siège », note sous Cons. Const 24 oct. 1980, AJDA  1981 p 148 et suiv.
    7. « La protection constitutionnelle du droit de grève dans la principauté de Monaco », note sous Trib suprême de Monaco 8 juin 1981, Recueil Dalloz, 1982 p 126 et suiv.
    8. Article "Cours constitutionnelles" in Encyclopédia universalis, 1990 (en collaboration avec Céline Wiener).
    9. « La théorie des régimes politiques dans l’œuvre de Georges Burdeau », in Le pouvoir et l’État dans l’œuvre de Georges Burdeau,Economica, 1993, p 59/71.
    10. « L'idée de démocratie directe de la Révolution à nos jours » in L'héritage politique de la révolution française, PUL 1993 p 75 et suiv.
    11. « Vox imperatoris, Vox populi? Réflexions sur la place du référendum dans un Etat de droit », in L’État de droit, Mélanges en l'honneur de Guy Braibant, Dalloz-Sirey, 1996, p 389/402.
    12. « L'extension du référendum: données, controverses, perspectives », in Pouvoirsno 77, 1996, p 109/121.
    13. « Le choix d'un système électoral par la voie référendaire », in RFDC, no 29, 1997.
    14. « Actualité du référendum », in Le débat, no 96, sept:/ oct 1997 p 51/66.
    15. « Le potentiel démocratique des référendums », in Canada Watch, 1999.
    16. « Le contrôle des référendums », in Le référendum en Europe, bilan et perspectives, actes du colloque organisé par l'université de Paris XI et la Maison de l'Europe, L'Harmattan, coll. Logiques Juridiques, 2001.
    17. « L’enseignement du droit constitutionnel », in Revue européenne de droit public, vol 13, no 2, été 2001.
    18. "Subject-Matter of popular votes", rapport au congrès de Budapest : "Direct democracy, the eastern and central european experience", 25 et 26 février 2000.
    19. À propos du statut pénal du Chef de l’État : convergences et divergences entre le Conseil constitutionnel et la Cour de cassation, in Revue de science criminelle et de droit pénal comparé, no 1 janvier-mars 2002.
    20. « Référendum et légitimité : le cas de l’Union européenne », in L’esprit des institutions, l’équilibre des pouvoirs, Mélanges offerts à Pierre Pactet, Dalloz, 2003.
    21. « Quelques réflexions sur la théorie réaliste de l’interprétation », in L’architecture du droit, mélanges en l’honneur de Michel Troper, Economica, 2006.
    22. « La crise du système référendaire», in Droits, no 43, décembre 2006.
    23. « Commentaire du préambule de la Constitution de 1958 », in Luchaire F et Conac G (dir.) La Constitution de la République Française, Economica, 2008
    24. « Du comité Vedel au comité Balladur : permanence et évolution des grands thèmes du réformisme constitutionnel » in Regards sur l’actualité, no 339, mars 2008, p. 27-42.
    25. « La loi constitutionnelle du 3 juillet 2008 : quelle modernisation pour les institutions » in Regards sur l’actualité, no 344, octobre 2008, p 83-101.
    26. « Le statut des partis politiques » in Traité international de droit constitutionnel, sous la direection de Michel Troper et Dominique Chagnollaud, tome II, p 413-440, 2012
    27. « La loi référendaire » in Traité international de droit constitutionnel, sous la direction de Michel Troper et Dominique Chagnollaud, Dalloz, tome II, p 573-604, 20,
    28. « Quelques réflexions sur la parité politique » in Vers un Monde nouveau mélanges en l’honneur d’Edmond Jouve, Bruylant, 2010, Tome II, p 2041-2056
    29. « Vous avez dit laïcité positive » ? Chronique constitutionnelle in Politéia, no 15, juin 2009, p (en collaboration avec Céline Wiiener)
    30. « Financing referendum campaigns- French report » in Financing referendum campaigns, Karin gilan lutz and Simon Hug (dir), Palgrave Mac-Milan, 2010.
    31. « le droit de ne pas naître devant le Conseil constitutionnel » in Les petites affiches,no 150, 29 juillet 2010
    32. « Référendum et réforme électorale au Royaume uni : le rejet du vote alternatif », in RFDC, no 88, octobre 2011, p 759-780.
    33. « L’inachèvement du statut juridique du référendum » in Théories et pratiques du référendum-Actes de la journée du 4 novembre 2011,collection colloques volume 17, société de législation comparée, 2012, p. 89-104.
    34. « La Ve République : du texte à la pratique » in Cahiers français, no 370, 2012, p 2-7
    35. « Le rôle consultatif du Conseil constitutionnel », in La Constitution, l’Europe et le Droit, mélanges en l’honneur de Jean-Claude Masclet, publications de la Sorbonne, 2013, p. 259-272
    36. « Réflexions sur la combinaison du référendum avec le sondage délibératif », in RFDC, no 94, avril 2013, p 357-370
    37. « Les pouvoirs respectifs du Conseil constitutionnel et des juges chargés de l’application des lois en matière d’interprétation », in Les petites affiches, no 144, 19 juillet 2013.
    38. « Le référendum d’initiative partagée sera bientôt opérationnel mais l’on s’interroge encore sur son utilité » in RFDC,no 98, avril 2014.
    39. « Commentaire de l’article 2 al. 5 de la constitution de 1958 » in Les symboles de la République-Actualité de l’article 2 de la Constitution de 1958, textes rassemblés par Frederique de la Morena, presses de l’Université de Toulouse I Capitole, p 119-140.
    40. « Le contrôle juridictionnel du compte de campagne des candidats à la présidentielle : entre rigueur financière et prudence politique » in Les Petites Affiches, no 210, 21 octobre 2013
    41. « Le conseil constitutionnel et les lois mémorielles » in Les petites affiches, 4  mai 2012, n 90, p 7-11.
    42. « L’évolution de la jurisprudence du Conseil constitutionnel sur les lois mémorielles », in Constitutions,Janvier-mars 2016, p 59-63.

  - B) DROIT ADMINISTRATIF
    1. Article "Excès de pouvoir" in Encyclopédia universalis, 1972 (entièrement refondu en 1993).
    2. "Le statut général des fonctionnaires" in après-demainno 193-94, mai-juin 1977.
    3. "L'urgence et la protection des libertés publiques contre l'Administration", chronique au Recueil Dalloz, 1982, p. 49 et suiv. (en collaboration avec Herbert Maisl).
    4. "Le juge administratif et les écoutes téléphoniques", note sous CE 17 décembre 1976, JCP ed. générale, 15 novembre 1978.
    5. "La loi du 11 juin 1983 relative à l'intégration des agents non titulaires de l'Etat" in AJDA, 1983, p. 471 et suiv. (en collaboration avec Alain Souloumiac).
    6. "La responsabilité disciplinaire des magistrats du siège", note sous CE 5 mai 1982, Recueil Dalloz, 1984, p 103 et suiv.
    7. "Égalité des usagers des services publics et autonomie des collectivités locales", note sous CE 5 octobre et 26 avril 1985, Recueil Dalloz, 1985, p 592 et suiv.
    8. "La participation des usagers à la gestion des entreprises publiques", rapport général au colloque d'Athènes (26-27 avril 1984) organisé par l'Institut international des sciences administratives, in L'entreprise public et l'usager, Bruxelles, 1985.
    9. "La participation et les activités sociales et culturelles" in La participation directe du citoyen à la vie politique et administrative, Travaux des XIIes journées d'études juridiques Jean Dabin, Bruxelles, Bruylant, 1986, p 329 et suiv. (en collaboration avec Céline Wiener).
    10. "Les contractuels: de quel droit ? Réflexions sur la situation des agents contractuels du secteur public", in Droit social, 1989, p. 815 et suiv.
    11. « La contractualisation de la fonction publique », in Institution ou contrat, LGDJ, 2004, collection Systèmes
    12. "L'intervention de la police municipale en cas d'atteinte à la dignité humaine", note sous CE 27 octobre 1995, in La Semaine juridique-édition générale, 24 avril 1996, p. 189/192.
    13. « La réforme de la fonction publique : aménagement du statut ou contractualisation ? », in RFFP,no 104, novembre 2008, p. 51-58.

  - C) DROIT COMMUNAUTAIRE
    1. "Les monopoles des services publics français face au droit communautaire: le cas d'EDF et GDF", chronique au Recueil Dalloz, 1993, p. 91 et suiv.
    2. "La notion de service d'intérêt économique général (art 90-2 du traité CE)", note sous CJCE 19 mai 1993, AJDA,1993, p. 865 et suiv.
    3. "L'interdiction d'importer de l'électricité au regard du droit communautaire", note sous CJCE 27 avril 1994, AJDA, 1994, p. 637 et suiv.
    4. "La réforme du système juridictionnel communautaire", chronique au Recueil Dalloz, no 2 1997, p 7/12.
    5. "Les monopoles d'importation et d'exportation de l'électricité et du gaz devant le juge communautaire", note sous CJCE 23 octobre 1997 Comm/France, in AJDA, 1997, no 12, p. 991/1002.
    6. "Le marché intérieur de l'énergie: les directives électricité et gaz naturel", in AJDA, 1998, no 11, p 851/863.

  - D) DROIT DU TRAVAIL
    1. "La responsabilité pénale des personnes morales et ses incidences sur la situation des organismes représentatifs du personnel", in Le droit ouvrier, 1994, p. 262-270. (en collaboration avec Alain Lévy)
    2. « L’attribution par une municipalité d’une subvention à un syndicat professionnel est-elle légale ? », note sur CE 21/06/95 in Droit ouvrier, 1997, p. 38.
- DOCUMENTS D'ETUDES DE LA DOCUMENTATION FRANÇAISE :
  1. La justice constitutionnelle : présentation générale, France, Etats-Unis, no 1.15, plusieurs éditions, la dernière en 2006 (en collaboration avec Céline Wiener)
  2. La loi et le règlement
  3. Documents d'études numéro 1.07 : l'article 16 de la Constitution de 1958, Document Franca, 1986
  4. Le Référendum no 1.21 (2 éditions, la dernière en 2007)
- PREFACES :
  1. Le financement des partis politiquespae Nicolas Tolini, Dalloz, 2007.